# Inmigración tongana en los Estados Unidos
Los tonganos estadounidenses son los estadounidenses que pueden rastrear su ascendencia hasta Tonga, oficialmente conocida como el Reino de Tonga, y los inmigrantes tonganos que están en los Estados Unidos. Hay aproximadamente 57.000 tonganos y estadounidenses de ascendencia tongana viviendo en los Estados Unidos, a partir de 2012. Los habitantes de Tonga se consideran isleños del Pacífico en el censo de los Estados Unidos y son el cuarto grupo estadounidense de isleños del Pacífico más grande del país en términos de población, después de los nativos hawaianos, los samoanos y los chamorros.
Si la población tongana estadounidense incluye personas que viven en la Samoa Estadounidense, habría hasta 16.000 adicionales (algunos residentes de Samoa Estadounidense son residentes de los Estados Unidos), y en total serían alrededor de 85.000 estadounidenses tonganos, a partir de 2019. Hay 67.221 personas de ascendencia tongana que viven en los Estados Unidos, incluidas las de ascendencia parcial, según las estimaciones del Censo de los Estados Unidos de 2019.

## Historia
Los tonganos han emigrado a los Estados Unidos o sus territorios desde 1916, cuando algunas personas de esta isla emigraron a Laie, una localidad de Hawái, que entonces era un territorio estadounidense pero aún no un estado. Posteriormente, entre 1924 y 1936, dos tonganos más emigraron a los Estados Unidos, específicamente a Utah, con un mormón estadounidense que sirvió como misionero en Tonga (aunque el primero de ellos solo acompañó al mencionado mormón, ya que solo emigró a Estados Unidos para estudiar allí), mientras que en 1956 la primera familia tongana residente en Estados Unidos se instaló en Salt Lake City. Sin embargo, no fue hasta el final de la Segunda Guerra Mundial cuando muchos más tonganos emigraron a los Estados Unidos. La mayoría de ellos eran misioneros, que emigraron a Estados Unidos para trabajar en varios centros religiosos y culturales. Muchos otros tonganos emigraron a los Estados Unidos en los años 50. Desde entonces, el número de tonganos que emigraron a los Estados Unidos aumentó cada década: en la década de 1960 emigraron más de 110 tonganos a los Estados Unidos, y en los años setenta emigraron más de 940 tonganos. El número fue especialmente notable en los años 80 y 90. En esta última década emigraron más de 1.900 tonganos a los Estados Unidos. Esto se debe a que la cantidad de tierras en su país es limitada y no todos han podido obtener una, y los trabajos eran escasos. Para 1980, 6.200 personas de este origen vivían en los Estados Unidos, y en 1990 ese número había aumentado a 17.600. En 2000, había 31.891 personas de origen tongano viviendo en los Estados Unidos.

## Demografía
La inmigración de tonganos en los Estados Unidos ha sido favorecida principalmente por la Iglesia de Jesucristo de los Santos de los Últimos Días (Iglesia SUD), quienes les ayudan a obtener visas (tanto de estudios como de trabajo) y empleo e incluso les ayudan a conseguir parejas, cuando están en edad de casarse.

### California
California tiene 26.000 tonganos estadounidenses, incluidos los de etnia mixta, que comprenden el 0,06% de la población del estado. Aproximadamente 19.000 eran tonganos solamente: 0,05%. El área de la Bahía de San Francisco tiene la mayor población tongana de California y se encuentra entre las más grandes a nivel nacional junto con el área de Salt Lake City (Utah), con una población estimada de 5.000 personas sólo en el condado de San Mateo (0.6%), concentrada especialmente en la ciudad de East Palo Alto (8,3%). Dentro del condado de San Mateo, la ciudad de San Mateo (1,2%), San Bruno y el sur de San Francisco tienen poblaciones considerables de tonganos. Otras ciudades del Área de la Bahía con poblaciones significativas de tonganos son las localidades del este de la Bahía de Oakland (0.3% de tonganos), especialmente en el área de San Antonio. San Leandro, Concord y Pittsburg. Se pueden encontrar comunidades más pequeñas en el condado de Santa Clara, principalmente en Mountain View. Hay alrededor de 1.000 tonganos en Sacramento y más en todo el Valle de Sacramento.
En el sur de California existen otras ciudades con comunidades tongano-estadounidenses importantes, pero pequeñas. La ciudad de Inglewood, en el área metropolitana de Los Ángeles (0,4% o menos), Hawthorne (0,4% o menos) y la subregión de Inland Empire. En Long Beach (California), viven 600 tonganos, el 0,1% de la población de la ciudad. En la propia ciudad de Los Ángeles, hay alrededor de 1.000 tonganos o parcialmente tonganos, menos del 0,05% de la población de Los Ángeles. Hay dos iglesias tonganas en el sur de Los Ángeles, dentro del barrio de Vermont Vista, donde las escuelas tienen aproximadamente 1-2% de isleños del Pacífico, que pueden consistir principalmente en samoanos y tonganos. También hay una iglesia tongana en Pomona.

### Utah
El estado de Utah tiene una gran presencia de tonganos estadounidenses y una importante población de isleños del Pacífico en general. Hay más de 18.330 tonganos estadounidenses en Utah, incluidos los de etnia mixta, que representan el 0,6% de la población del estado. Los tonganos comenzaron a emigrar a Utah debido a su atracción por la abundante cantidad de congregaciones SUD en el estado. En 2011, Utah tiene alrededor de 30 sucursales de iglesias Santos de los Últimos Días de Tonga. Aproximadamente una de cada cuatro personas de ascendencia tongana que viven en los Estados Unidos vive en el estado de Utah. El condado de Salt Lake tiene más de 9.000 tonganos estadounidenses en residencia. Al menos 2.000 personas de ascendencia tongana viven solo en Salt Lake City, lo que representa el uno por ciento de la población de la ciudad. West Valley City tiene 3.200 tonganos, lo que representa el 2,4% de la población de la ciudad.

### Texas, otros estados de los Estados Unidos
Euless (Texas) tiene una comunidad tongana considerable. Al menos diez iglesias de Tonga están presentes en Euless. Trinity High School también es bien conocida en la zona por su tradición de comenzar los partidos de fútbol de los viernes por la noche con el tradicional grito de guerra de la cultura, el Kailao. En 2020, Euless tenía aproximadamente un 2% de población procedente de las islas del Pacífico, y albergaba a más de 500 tonganos, casi el 1% de la población de la ciudad.
Hay 500 personas de ascendencia tongana que viven en Portland, Oregón (0,1% de la población de la ciudad). Hay más de 1.000 tonganos en el área metropolitana de Seattle, principalmente en el área de White Center, donde al menos el 2% de la población es tongana.
En Anchorage (Alaska) los tonganos representan el 0,3% de la población. También hay comunidades tonganas en Kona (Hawái); Lahaina (Hawái) y Reno (Nevada). Hawái tiene el porcentaje más grande o el segundo más alto, después de Utah, de tonganos estadounidenses, con 8.496 personas de ascendencia tongana, lo que representa el 0,6% de los residentes de Hawái. Hay 1.000 tonganos en Honolulu, el 0,3% de la ciudad.

## Gente notable
- Golfista profesional Tony Finau
- Jugador de la NFL Haloti Ngata
- Entrenador de fútbol en jefe de BYU Kalani Sitake
- Cantante Dinah Jane
- Jugador de la NFL Vita Vea
- El cantante de los Jets
- Jugador de la NFL, reportero de noticias de televisión Vai Sikahema